# Sepp Blatter
Joseph "Sepp" Blatter, född 10 mars 1936 i Visp i Valais, är en schweizisk fotbollsfunktionär som var president för det internationella fotbollsförbundet Fifa 1998–2015.

## Biografi
Blatter är utbildad ekonom på Université de Lausanne och gjorde karriär i schweiziskt näringsliv genom klockfabriken Longines, som var mycket engagerad i idrottens tekniska utveckling.
Blatter har varit gift tre gånger och har en dotter.

### Fifa
Blatter arbetade 1975–1981 som IT-chef hos Fifa. 1981 tog Blatter över tjänsten som generalsekreterare och innehade tjänsten till och med 1998. Blatter blev vald till president för Fifa den 8 juni 1998 efter att ha vunnit presidentvalet mot den svenska UEFA-presidenten Lennart Johansson, och tog då över efter João Havelange som suttit sedan 1974. Blatter har blivit återvald som president vid Fifas kongresser 2002, 2007, 2011 och 2015. Den 2 juni 2015 annonserade Blatter sin avgång. Han satt dock kvar i väntan på att en efterträdare skulle väljas vid en extra kongress.
Blatter porträtterades av Tim Roth i filmen United Passions (2014).
Blatters sista tid inom FIFA kantades av korruptionsanklagelser efter att VM ökade sina intäkter enormt. Vilket land som fick VM kunde också vara föremål för grävande reportage om mutor. 21 december 2015 blev Sepp Blatter avstängd från all fotboll i åtta år efter korruptionsskandalen tidigare samma år.